# Friedrich Manschott
Friedrich Manschott (ur. 21 lutego 1893 w Reichartshausen, zm. 16 marca 1917 w okolicach Vaux) – as lotnictwa niemieckiego Luftstreitkräfte z 12 potwierdzonymi  zwycięstwami w I wojnie światowej.

## Informacje ogólne
Odznakę pilota otrzymał 10 sierpnia 1916 roku i został przydzielony do Flieger-Abteilung (Artillerie) 203. W jednostce odniósł swoje pierwsze zwycięstwo powietrzne 15 grudnia. Z końcem 1916 roku został przeniesiony do eskadry myśliwskiej Jagdstaffel 7. W jednostce w ciągu pierwszego miesiąca służby odniósł kolejne 4 zwycięstwa, uzyskując tytuł asa. W ciągu następnych dwóch miesięcy odniósł kolejnych siedem zwycięstw. Był jednym z najbardziej regularnie zwyciężających pilotów Jasta 7. 16 marca 1917 roku w okolicach fortu Vaux po zestrzeleniu francuskiego balonu obserwacyjnego został zaatakowany przez cztery samoloty francuskie. Podczas krótkiej walki został zestrzelony i zginął.

## Odznaczenia
- Krzyż Żelazny I Klasy
- Krzyż Żelazny II Klasy